# طوماش هردليتشكا
طوماش هردليتشكا (بالتشيكية: Tomáš Hrdlička)‏ هو لاعب كرة قدم تشيكي في مركز الدفاع، ولد في 17 فبراير 1982 في براغ في جمهورية التشيك. شارك مع منتخب جمهورية التشيك تحت 21 سنة لكرة القدم. أما مع النوادي، فقد لعب مع بوهيميانز 1905 وسلافيا براغ ونادي سلوفان براتيسلافا ونادي ملادا بوليسلاف.

## وصلات خارجية
- طوماش هردليتشكا على موقع الاتحاد التشيكي (الإنجليزية)
- طوماش هردليتشكا على موقع قاعدة بيانات كرة القدم.إي يو (الإنجليزية)
- طوماش هردليتشكا على موقع Soccerway.com (الإنجليزية)